# Batch reactor

Schematische voorstelling van een batch reactor

Een batch reactor is een type reactievat dat veel gebruikt wordt in de procesindustrie. Batch reactoren worden bijvoorbeeld gebruikt voor organische synthese op laboratoriumschaal, batch distillatie en polymerisatie. Een batch reactor bevat, naast het reactievat zelf, apparatuur om het reactiemengsel in het vat te roeren en apparatuur om de temperatuur te regelen.
Het belangrijkste voordeel van deze reactievaten is hun veelzijdigheid: er kunnen veel verschillende processen in uitgevoerd worden (bijvoorbeeld met schadelijke stoffen) zonder dat het systeem geopend moet worden. Daartegenover staat dat batchprocessen (processen die in batch reactoren worden uitgevoerd) niet continu kunnen worden uitgevoerd. De reactor moet dus na ieder gebruik geledigd, schoongemaakt en opnieuw gevuld worden. Een ander nadeel is dat alle reactanten in één keer in de reactor gebracht moeten worden, waardoor er snel veel energie vrijgesteld wordt (bij een exotherme reactie) of toegevoegd moet worden (bij een endotherme reactie). Ze worden daarom veelal gebruikt voor kleinschaliger industriële processen of voor processen op laboratoriumschaal.

## Wiskundige modellering

### Aannames
Een batch reactor wordt gemodelleerd als een ideale reactor, waarin de tijd {\displaystyle t} de enige onafhankelijke variabele is. De tijd is met andere woorden de veranderlijke die, samen met enkele gegevens (zoals de hoeveelheden producten die bij de start van het proces in de reactor werden gebracht en het reactiemechanisme) toelaat om alle andere procesparameters te berekenen. Om een batch reactor te modelleren worden dan ook volgende aannames gemaakt:
- De batch reactor is perfect gemengd. Dit betekent dat de concentraties {\displaystyle c_{i}} van alle reactanten en producten op elk tijdstip {\displaystyle t} gelijk zijn in de volledige reactor. In de reactor treden er dus geen concentratiegradiënten op. Deze aanname kan slechts gebruikt worden als de reactor voldoende gemengd wordt (dit is onder meer bij viskeuze mengsels een aandachtspunt).
- Het volledige reactiemengsels bevindt zich op één enkele temperatuur {\displaystyle T}. In de reactor treden dus geen temperatuurgradiënten op. Die aanname is slechts geldig als de reactor voldoende gemengd wordt (de thermische menging wordt bijvoorbeeld bevorderd door een reactiemengsel met een hoge thermische geleidbaarheid {\displaystyle \lambda }).
- Alle reactanten worden bij de start van de reactie geladen. Hierna wordt de reactor afgesloten zodat er noch reactanten in de reactor, noch reactieproducten afgevoerd kunnen worden.

Uit deze drie aannames volgt dat de concentraties {\displaystyle c_{i}} van de stoffen en temperatuur {\displaystyle T} in de reactor enkel afhangen van de tijd {\displaystyle t} als onafhankelijke veranderlijke. Het reactiemengsel bezit dan ook overal eenzelfde verblijftijd in de batch reactor.

### Balansen
Beschouw een reactant (of reactieproduct) {\displaystyle A} dat geproduceerd of verbruikt wordt door de reacties. De hoeveelheid {\displaystyle N_{a}} van die stof kan geschreven worden als een differentiaalvergelijking van de eerste orde in de tijd. De balans toont in het linkerlid de accumulatie van de stof A en in het rechterlid de productieterm, die de reactiesnelheid {\displaystyle r_{A}} voorstelt. De reactiesnelheid is zelf ook afhankelijk van de tijd (bijvoorbeeld door de wijzigende concentraties reactanten of temperatuurschommelingen). De reactiesnelheid is bij conventie negatief wanneer de stof A verbruikt wordt (wegreageert) en positief wanneer de stof geproduceerd wordt doorheen de reactie. De vergelijking bevat ook het volume {\displaystyle V} van de reactor.
{\displaystyle {\frac {\partial N_{a}}{\partial t}}=r_{A}V}
Deze vergelijking kan ook veralgemeend worden voor een reactor waarin een willekeurig aantal reacties {\displaystyle n} optreedt. De reactiesnelheid {\displaystyle r_{A}} wordt dan vervangen door de netto vormingssnelheid {\displaystyle R_{a}}. De netto vormingssnelheid van een stof A is gelijk aan de som van de snelheden van de afzonderlijke reacties die ofwel A verbruiken, ofwel A produceren.
{\displaystyle R_{A}:=\sum _{i=1}^{n}r_{A,i}}
Waaruit direct de veralgemeende massabalans volgt. In die veralgemeende uitdrukking is {\displaystyle R_{a}}, net zoals de afzonderlijke reactiesnelheden, tijdsafhankelijk.
{\displaystyle {\frac {\partial N_{a}}{\partial t}}=R_{A}V}
Vaak wordt ook de conversie {\displaystyle X_{A}} van de stof A gebruikt om de maat van omzetting uit te drukken. De conversie is gedefinieerd als:
{\displaystyle X_{A}={\frac {N_{A0}-N_{A}}{N_{A0}}}\Leftrightarrow N_{A}=N_{A0}\left(1-X_{A}\right)}
De conversie kan geïntroduceerd worden in de veralgemeende massabalans, hetgeen leidt tot volgende vergelijking:
{\displaystyle {\frac {\partial X_{a}}{\partial t}}=-{\frac {R_{A}}{N_{A0}}}V}
Naast de massabalans voor een specifieke component, kan ook de energiebalans over de reactor worden opgesteld, om een niet-isotherme reactor te beschrijven. De energiebalans drukt de temperatuur {\displaystyle T} in de reactor uit als functie van de verblijftijd van het reactiemengsel in de reactor, de reactiewarmte (voorgesteld door de enthalpieverandering {\displaystyle \Delta H_{r,i}} door de ide chemische reactie) en de externe warmtetoevoer of -afvoer. Zij {\displaystyle C_{p}} de warmtecapaciteit van het reactiemengsel bij constante druk, {\displaystyle \rho } de massadichtheid van het reactiemengsel, {\displaystyle \rho >}, {\displaystyle A} de beschikbare warmtewisselende oppervlakte met de omgeving, {\displaystyle T_{\infty }} de referentietemperatuur van de warmtetoevoer- of -afvoer en {\displaystyle U} de globale warmteoverdrachtscoëfficiënt van de koeling/verwarming van de reactor. Wanneer aangenomen wordt dat het reactiemengsel een constante warmtecapaciteit en dichtheid bezit, kan de energiebalans geschreven worden als:
{\displaystyle -{\frac {\partial T}{\partial t}}={\frac {\sum _{i=1}^{n}\Delta H_{r,i}r_{i}(X_{i},T)}{\rho C_{p}}}+UA\left(T-T_{\infty }\right)}
In bovenstaande zijn de reactiesnelheden {\displaystyle r_{i}} van de afzonderlijke reacties allemaal sterk afhankelijk zijn van de temperatuur en de conversies van de verschillende reactanten. Wanneer een niet-isotherme reactor beschreven wordt, moeten de massabalansen en de energievergelijking simultaan worden opgelost als een stelsel gewone differentiaalvergelijkingen.